# Omphalophana pauli
Omphalophana pauli là một loài bướm đêm thuộc họ Noctuidae. Nó được tìm thấy ở a narrow zone từ Maroc, Algérie và Tunisia qua Libya, Jordan và Israel tới Syria và miền nam Thổ Nhĩ Kỳ.
Con trưởng thành bay từ tháng 3 đến tháng 5. Có một lứa một năm.